# Sappington
Sappington ist eine Siedlung auf gemeindefreiem Gebiet, die zu statistischen Zwecken als Census-designated place (CDP) geführt wird. Sappington liegt im St. Louis County im US-amerikanischen Bundesstaat Missouri und ist Bestandteil der Metropolregion Greater St. Louis. Das U.S. Census Bureau hat bei der Volkszählung 2020 eine Einwohnerzahl von 7995 ermittelt.

## Geschichte
Sappington wurde nach einer Familie von Pioniersiedlern benannt.

## Geografie
Sappington liegt bei 38°31′45″N 90°22′30″W (38.529036, -90.374980).
Die Siedlung hat eine Fläche von 6,8 km², und 0,2 km², oder 2,30 %, ist Wasser.

## Demografie

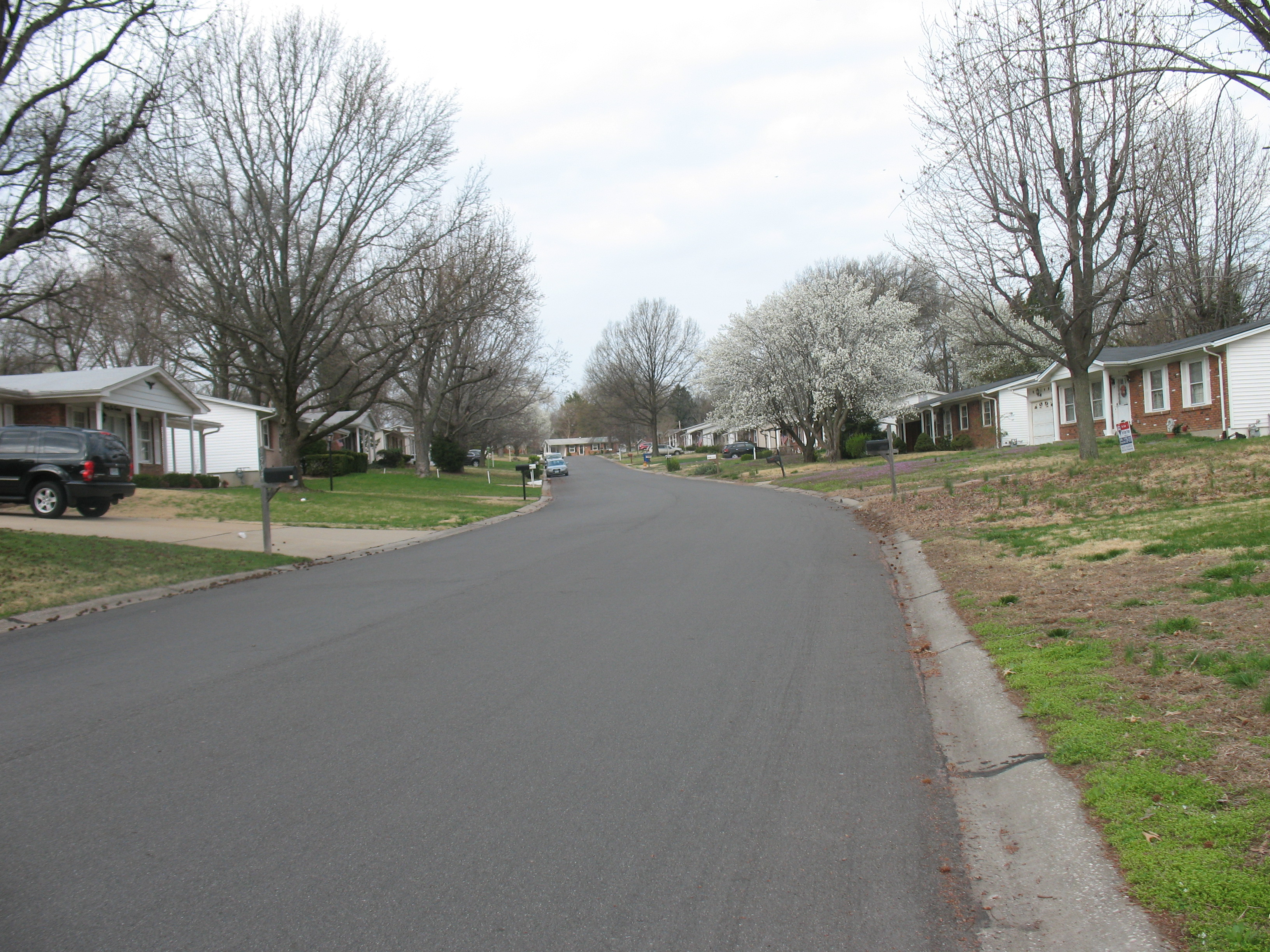
Tealridge Drive in Sappington

| Jahr | Einwohner¹ |
| ---- | ---------- |
| 2000 | 7287       |
| 2010 | 7580       |
| 2020 | 7995       |

¹2000–2020: Volkszählungsergebnisse

### Volkszählung 2010
Laut Volkszählung im Jahr 2010 lebten 7.580 Personen, in 3.520 Haushalten und 2.066 Familien in der Siedlung. Die Bevölkerungsdichte war 1.148,5 Einwohner je km2. Es gab 3.756 Wohneinheiten. Die Bevölkerung bestand zu 93,6 Prozent aus Weißen, 1,5 Prozent aus Afroamerikanern, 0,1 Prozent aus Indianern, 2,7 Prozent aus Asiaten, 0,4 Prozent aus andere races, und 1,7 Prozent aus multiethnischen Amerikanern (zwei oder mehr races). Hispanic oder Latino waren 1,9 Prozent der Bevölkerung.
Es gab 3.520 Haushalte; 18,6 Prozent hatten Kinder unter 18 Jahren, 46,1 Prozent waren zusammenlebende Ehepaare, 9,3 Prozent hatten eine weibliche Hauseigentümerin ohne Ehemann, und 41,3 Prozent waren nicht Familien. 19,5 Prozent der Haushalte bestanden aus alleinlebenden Personen im Alter von 65 Jahren oder darüber. Die durchschnittliche Zahl von Personen in einem Haushalt war 2,15 und die durchschnittliche Zahl von Personen in einer Familie war 2,85.
Das mediane Alter war 47,2 Jahre. 19,7 Prozent der Einwohner waren unter 18 Jahren; 4,2 Prozent waren zwischen 18 und 24 Jahren; 21,3 Prozent waren zwischen 25 und 44 Jahren; 28,4 Prozent waren zwischen 45 und 64 Jahren; und 24,1 Prozent waren 65 Jahre oder älter. Die Einwohner waren zu 47,0 Prozent männlich und zu 53,0 Prozent weiblich.

## Bildung
Sappington gehört zum Schulamtsbezirk Lindbergh Schools. Lindbergh High School liegt in Sappington.

## Persönlichkeiten
- Mildred E. Mathias (1906–1995), Botanikerin und Hochschullehrerin